# 마리우스 지역
마리우스 지역(Marius Regio)은 목성의 위성인 가니메데에 존재하는 커다란 어두운 지역이다. 길이는 약 4,940km에 달한다. 이 지역의 이름은 독일의 천문학자 이름인 시몬 마리우스를 따왔다.